# Xã Central, Quận Barton, Missouri
Xã Central (tiếng Anh: Central Township) là một xã thuộc quận Barton, tiểu bang Missouri, Hoa Kỳ. Năm 2010, dân số của xã này là 561 người.